# Engelbert 1. af Köln
Engelbert von Berg, senere betegnet som den hellige (født 1185 eller 1186, død 1225) var som Engelbert I ærkebiskop af Köln og hertug i Hertugdømmet Westfalen fra 1216 til 1225 og greve af Berg fra 1218 til 1225.
Under sin planmæssige udvidelse af territoriet til Hertugdømmet Westfalen kom han i konflikt med de verdslige herskere. Striden kulminerede i drabet på ærkebiskoppen ved Gevelsberg, begået af en westfalsk adelig inden for en fraktion, der blev ledet af hans nevø Friedrich von Isenberg.